# Cinquième district congressionnel du Wisconsin
Le 5e district congressionnel du Wisconsin est un district dans le Wisconsin, couvrant la plupart des banlieues nord et ouest de Milwaukee. Il couvre actuellement la totalité des comtés de Washington et de Jefferson, la majeure partie du Comté de Waukesha et des parties des comtés de Dodge, Milwaukee et Walworth. Il est actuellement représenté par le Républicain Scott Fitzgerald.
Avec un indice CPVI de R+14, c'est le district le plus Républicain du Wisconsin. George W. Bush a remporté la circonscription en 2004 avec 63 % des voix. Le 5e district était le seul district du Wisconsin remporté par John McCain en 2008, donnant 57,73 % des voix à McCain et 41,28 % à Barack Obama.
Pendant la majeure partie du 20e siècle, le 5e district était un district basé à Milwaukee. Ses frontières étaient très différentes de celles de l’actuel 5e, ainsi qu’une histoire politique radicalement différente, souvent représentée par les démocrates ou même les socialistes. De 1983 à 2003, il couvrait la moitié nord de Milwaukee, y compris le centre-ville, ainsi que certaines banlieues au nord. Pendant ce temps, la majeure partie du territoire maintenant dans le 5e faisait partie du 9e district de 1965 à 2003. Après que le Wisconsin ait perdu un district lors du recensement de 2000, tout Milwaukee a été fusionné dans le 4e district, tandis que l'ancien 9e est devenu essentiellement le nouveau 5e.

## Géographie
| #   | Comté      | Siège     | Population |
| --- | ---------- | --------- | ---------- |
| 27  | Dodge      | Juneau    | 89 313     |
| 55  | Jefferson  | Jefferson | 84 943     |
| 79  | Milwaukee  | Milwaukee | 928 059    |
| 101 | Walworth   | Elkhorn   | 106 799    |
| 131 | Washington | West Bend | 137 175    |
| 133 | Waukesha   | Waukesha  | 408 756    |

Comté de Dodge
Clyman, Horicon, Hustisford, Iron Ridge, Juneau, Lowell, Neosho, Reeseville et Watertown (partie du Comté de Dodge).
Comté de Jefferson
Fort Atkinson, Jefferson, Johnson Creek, Lake Mills, Palmyra, Sullivan, Waterloo, Watertown et Whitewater (partie du Comté de Jefferson).
Comté de Milwaukee
Greenfield et West Allis (la moitié).
Comté de Walworth
East Troy.
Comté de Washington
Germantown, Hartford, Kewaskum, Newburg, Richfield, Slinger et West Bend.
Comté de Waukesha
Big Bend, Brookfield, Butler, Delafield, Chenequa, Douesman, Eagle, Elm Grove, Hartland, Lac La Belle, Lannon, Menomonee Falls, Merton, Mukwonago, Nashotah, New Berlin, North Prairie, Oconomowoc, Pewaukee, Summit, Sussex, Vernon, Wales et Waukesha.

## Historique de vote
| Année | Poste     | Résultats        |
| ----- | --------- | ---------------- |
| 2000  | Président | Gore 65% - 31%   |
| 2004  | Président | Bush 63% - 36%   |
| 2008  | Président | McCain 57% - 41% |
| 2012  | Président | Romney 61% - 38% |
| 2016  | Président | Trump 57% - 37%  |
| 2020  | Président | Trump 56% - 41%  |

## Liste des Représentants du district
| Membre                          | Parti       | Années                          | Congrès     | Histoire électorale | Zone géographique |
| ------------------------------- | ----------- | ------------------------------- | ----------- | --- | --- |
| District établit le 4 mars 1863 |             |                                 |             | | |
| Ezra Wheeler (en)               | Démocrate   | 4 mars 1863 - 3 mars 1865       | 38e         | Élu en 1862. Retrait. | Brown, Calumet, Door, Green Lake, Kewaunee, Manitowoc, Marquette, Oconto, Outagamie, Shawano, Waupaca, Waushara et Winnebago |
| Philetus Sawyer (en)            | Républicain | 4 mars 1865 - 3 mars 1873       | 39e - 42e   | Élu en 1864. Réélu en 1866. Réélu en 1868. Réélu en 1870. Redécoupage vers le 6e district. | Brown, Calumet, Door, Green Lake, Kewaunee, Manitowoc, Marquette, Oconto, Outagamie, Shawano, Waupaca, Waushara et Winnebago |
| Charles A. Eldredge (en)        | Démocrate   | 4 mars 1873 - 3 mars 1875       | 43e         | Redécoupage depuis le 4e district et réélu en 1872. Perd sa renomination. | Dodge, Fond du Lac Manitowoc et Sheboygan |
| Samuel D. Burchard (en)         | Démocrate   | 4 mars 1875 - 3 mars 1877       | 44e         | Élu en 1874. Perd sa renomination. | Dodge, Fond du Lac Manitowoc et Sheboygan |
| Edward S. Bragg (en)            | Démocrate   | 4 mars 1877 - 3 mars 1883       | 45e - 47e   | Élu en 1876. Réélu en 1878. Réélu en 1880. Redécoupage vers le 2e district et perd sa renomination. | Dodge, Fond du Lac Manitowoc et Sheboygan |
| Joseph Rankin (en)              | Démocrate   | 4 mars 1883 - 24 janvier 1886   | 48e , 49e   | Élu en 1882. Réélu en 1884. Décès. | Brown, Calumet, Kewaunee, Manitowoc, Ozaukee et Sheboygan |
| Vacant                          | Vacant      | 24 janvier 1886 - 8 mars 1886   | 49e         | | Brown, Calumet, Kewaunee, Manitowoc, Ozaukee et Sheboygan |
| Thomas R. Hudd (en)             | Démocrate   | 8 mars 1886 - 3 mars 1889       | 49e , 50e   | Élu pour terminer le mandat de Rankin. Réélu en 1886. Retrait. | Brown, Calumet, Kewaunee, Manitowoc, Ozaukee et Sheboygan |
| George H. Brickner (en)         | Démocrate   | 4 mars 1889 - 3 mars 1885       | 51e - 53e   | Élu en 1888. Réélu en 1890. Réélu en 1892. Retrait. | Brown, Calumet, Kewaunee, Manitowoc, Ozaukee et Sheboygan |
| George H. Brickner (en)         | Démocrate   | 4 mars 1889 - 3 mars 1885       | 51e - 53e   | Élu en 1888. Réélu en 1890. Réélu en 1892. Retrait. | Ozaukee, Sheboygan, Washington et Waukesha, et les villes de Granville, Wauwatosa et Milwaukee (quartiers 10 et 13) |
| Samuel S. Barney (en)           | Républicain | 4 mars 1895 - 3 mars 1903       | 54e - 57e   | Élu en 1894. Réélu en 1896. Réélu en 1898. Réélu en 1900. Retrait. | |
| William H. Stafford (en)        | Républicain | 4 mars 1903 - 3 mars 1911       | 58e - 61e   | Élu en 1902. Réélu en 1904. Réélu en 1906. Réélu en 1908. Perd sa renomination. | Comté de Waukesha et Villes de East Milwaukee, North Milwaukee, Whitefish Bay, Granville et Milwaukee (quartiers 1, 6, 9, 10, 13 et 18 à 22) |
| Victor L. Berger (en)           | Socialiste  | 4 mars 1911 - 3 mars 1913       | 62e         | Élu en 1910. Perd sa réélection. | Comté de Waukesha et Villes de East Milwaukee, North Milwaukee, Whitefish Bay, Granville et Milwaukee (quartiers 1, 6, 9, 10, 13 et 18 à 22) |
| William H. Stafford (en)        | Républicain | 4 mars 1913 - 3 mars 1919       | 63e - 65e   | Élu en 1912. Réélu en 1914. Réélu en 1916. Perd sa réélection. | Villes de East Milwaukee, North Milwaukee, Whitefish Bay, Granville et Milwaukee (quartiers 1, 2, 6, 7, 10, 13, 15, 18 à 22 et 25) |
| Vacant                          | Vacant      | 4 mars 1919 - 3 mars 1921       | 66e         | Le Congrès refuse d'introniser le Représentant-élu Victor L. Berger. | Villes de East Milwaukee, North Milwaukee, Whitefish Bay, Granville et Milwaukee (quartiers 1, 2, 6, 7, 10, 13, 15, 18 à 22 et 25) |
| William H. Stafford (en)        | Républicain | 4 mars 1921 - 3 mars 1923       | 67e         | Élu en 1920. Perd sa réélection. | Villes de East Milwaukee, North Milwaukee, Whitefish Bay, Granville et Milwaukee (quartiers 1, 2, 6, 7, 10, 13, 15, 18 à 22 et 25) |
| Victor L. Berger (en)           | Socialiste  | 4 mars 1923 - 3 mars 1929       | 68e - 70e   | Élu en 1922. Réélu en 1924. Réélu en 1926. Perd sa réélection. | Villes de East Milwaukee, North Milwaukee, Whitefish Bay, Granville et Milwaukee (quartiers 1, 2, 6, 7, 10, 13, 15, 18 à 22 et 25) |
| William H. Stafford (en)        | Républicain | 4 mars 1929 - 3 mars 1933       | 71e , 72e   | Élu en 1928. Réélu en 1930. Perd sa renomination. | Villes de East Milwaukee, North Milwaukee, Whitefish Bay, Granville et Milwaukee (quartiers 1, 2, 6, 7, 10, 13, 15, 18 à 22 et 25) |
| Thomas O'Malley (en)            | Démocrate   | 4 mars 1933 - 3 mars 1939       | 73e - 75e   | Élu en 1932. Réélu en 1934. Réélu en 1936. Perd sa réélection. | Villes de Fox Point, River Hills, Shorewood, Shitefish Bay, Granville, Milwaukee et Milwaukee (quartiers 1, 2, 6, 7, 9, 10, 13, 15, 18 à 22, 25 et 26) |
| Lewis D. Thill (en)             | Républicain | 3 janvier 1939 - 3 janvier 1943 | 76e , 77e   | Élu en 1938. Réélu en 1940. Perd sa réélection. | Villes de Fox Point, River Hills, Shorewood, Shitefish Bay, Granville, Milwaukee et Milwaukee (quartiers 1, 2, 6, 7, 9, 10, 13, 15, 18 à 22, 25 et 26) |
| Howard J. McMurray (en)         | Démocrate   | 3 janvier 1943 - 3 janvier 1945 | 78e         | Élu en 1942. Retrait pour se présenter comme Sénateur des États-Unis. | Villes de Fox Point, River Hills, Shorewood, Shitefish Bay, Granville, Milwaukee et Milwaukee (quartiers 1, 2, 6, 7, 9, 10, 13, 15, 18 à 22, 25 et 26) |
| Andrew Biemiller (en)           | Démocrate   | 3 janvier 1945 - 3 janvier 1947 | 79e         | Élu en 1944. Perd sa réélection. | Villes de Fox Point, River Hills, Shorewood, Shitefish Bay, Granville, Milwaukee et Milwaukee (quartiers 1, 2, 6, 7, 9, 10, 13, 15, 18 à 22, 25 et 26) |
| Charles J. Kersten (en)         | Républicain | 3 janvier 1947 - 3 janvier 1949 | 80e         | Élu en 1946. Perd sa réélection. | Villes de Fox Point, River Hills, Shorewood, Shitefish Bay, Granville, Milwaukee et Milwaukee (quartiers 1, 2, 6, 7, 9, 10, 13, 15, 18 à 22, 25 et 26) |
| Andrew Biemiller (en)           | Démocrate   | 3 janvier 1949 - 3 janvier 1951 | 81e         | Élu en 1948. Perd sa réélection. | Villes de Fox Point, River Hills, Shorewood, Shitefish Bay, Granville, Milwaukee et Milwaukee (quartiers 1, 2, 6, 7, 9, 10, 13, 15, 18 à 22, 25 et 26) |
| Charles J. Kersten (en)         | Républicain | 3 janvier 1951 - 3 janvier 1955 | 82e , 83e   | Élu en 1950. Réélu en 1952. Perd sa réélection. | Villes de Fox Point, River Hills, Shorewood, Shitefish Bay, Granville, Milwaukee et Milwaukee (quartiers 1, 2, 6, 7, 9, 10, 13, 15, 18 à 22, 25 et 26) |
| Henry S. Reuss (en)             | Démocrate   | 3 janvier 1955 - 3 janvier 1983 | 84e - 97e   | Élu en 1954. Réélu en 1956. Réélu en 1958. Réélu en 1960. Réélu en 1962. Réélu en 1964. Réélu en 1966. Réélu en 1968. Réélu en 1970. Réélu en 1972. Réélu en 1974. Réélu en 1976. Réélu en 1978. Réélu en 1980. Retrait. | Villes de Fox Point, River Hills, Shorewood, Shitefish Bay, Granville, Milwaukee et Milwaukee (quartiers 1, 2, 6, 7, 9, 10, 13, 15, 18 à 22, 25 et 26) |
| Henry S. Reuss (en)             | Démocrate   | 3 janvier 1955 - 3 janvier 1983 | 84e - 97e   | Élu en 1954. Réélu en 1956. Réélu en 1958. Réélu en 1960. Réélu en 1962. Réélu en 1964. Réélu en 1966. Réélu en 1968. Réélu en 1970. Réélu en 1972. Réélu en 1974. Réélu en 1976. Réélu en 1978. Réélu en 1980. Retrait. | La partie de la Milwaukee contenue dans une ligne s'étendant du point où la N. 60th Street intercepte la W. Wright Street, aux limites de la ville, suivant N. 60th Street, nord vers Burleigh Street, ouest vers Lisbon Avenue, nord-ouest vers Wauwatosa Avenue, nord vers Hampton Avenue, est vers les limites de la ville, puis suivant les limites vers Lake Michigan, puis en suivant ses côtes au sud vers l'embouchûre de la Milwaukee River, la suivant à l'ouest vers l'intersection avec la Menomonee River, puis la suivant à l'ouest vers le point ou elle intercepte la S. 39th Street, puis au sud vers les limites de la ville. |
| Henry S. Reuss (en)             | Démocrate   | 3 janvier 1955 - 3 janvier 1983 | 84e - 97e   | Élu en 1954. Réélu en 1956. Réélu en 1958. Réélu en 1960. Réélu en 1962. Réélu en 1964. Réélu en 1966. Réélu en 1968. Réélu en 1970. Réélu en 1972. Réélu en 1974. Réélu en 1976. Réélu en 1978. Réélu en 1980. Retrait. | La partie de Milwaukee au nord de la ligne s'étendant du point au E. Saint Paul Avenue rejoint Lake Michigan, suivant E. Saint Paul Avenue à l'ouest ou cela devient W. Saint Paul Avenue, continuant à l'ouest vers N. 32nd Street, sud vers la I-94, à l'ouest vers S. 39th Street, puis au sud vers les limites de la ville. |
| Jim Moody (en)                  | Démocrate   | 3 janvier 1983 - 3 janvier 1993 | 98e - 102e  | Élu en 1982. Réélu en 1984. Réélu en 1986. Réélu en 1988. Réélu en 1990. Retrait pour se présenter comme Sénateur des États-Unis.                                                                                        | Villes de Brown Deer, Shorewood, Glendale, Wauwatosa et les parties de Milwaukee au nord de la ligne s'étendant du point ou la I-94 intercepte l'ouest des limites de la ville, suivant la I-94 à l'est au point où il rejoint la Menomonee River, puis suivant la rivière à l'est au point où il rejoint la Milwaukee River, puis la suivant au nord vers E. Juneau Avenue, puis est vers N. Van Buren Street, sud vers E. State Street, est vers N. Cass Street, sud vers E. Kilbourn Avenue, et est vers Lake Michigan |
| Tom Barrett                     | Démocrate   | 3 janvier 1993 - 3 janvier 2003 | 103e - 107e | Élu en 1992. Réélu en 1994. Réélu en 1996. Réélu en 1998. Réélu en 2000. Retrait pour se présenter comme Gouverneur du Wisconsin.                                                                                        | Villes de Brown Deer, Fox Point, River Hills, Shorewood, Whitefish Bay, les parties de Bayside dans le comté, Glendale, Wauwatosa et les parties de Milwaukee au nord de la ligne s'étendant du point d'intersection de la I-94 avec les limites ouest de la ville, ensuivant la I-94 vers l'est jusqu'au point où elle croise la Menomonee River, puis en suivant la rivière vers l'est jusqu'au point où il fusionne avec la Milwaukee River, puis la suit vers le nord ves E. Juneau Avenue, puis à l'est vers N. Edison Street, au sud vers E. Highland Avenue, à l'est vers N. Water Street, au sud vers E. Kilbourn Street, à l'est vers N. Broadway, sud vers E. Wisconsin Avenue, est vers N. Jefferson Street, nord vers E. Mason Street, est vers N. Jackson Street, au nord vers E. State Street, à l'ouest vers N. Broadway, nord vers E. Knapp Street, est vers N. Jefferson Street, nord vers E. Knapp Street, est vers N. Jefferson Street, nord vers E. Ogden Avenue, est vers N. Van Buren Street, sud vers E. Juneau Avenue, est vers N. Marshall, sud vers E. Mason Street et est vers Lake Michigan |
| Jim Sensenbrenner               | Républicain | 3 janvier 2003 - 3 janvier 2021 | 108e - 116e | Redécoupage depuis le 9e district et réélu en 2002. Réélu en 2004. Réélu en 2006. Réélu en 2008. Réélu en 2010. Réélu en 2012. Réélu en 2014. Réélu en 2016. Réélu en 2018. Retrait.                                     | 2003–2013 |
| Jim Sensenbrenner               | Républicain | 3 janvier 2003 - 3 janvier 2021 | 108e - 116e | Redécoupage depuis le 9e district et réélu en 2002. Réélu en 2004. Réélu en 2006. Réélu en 2008. Réélu en 2010. Réélu en 2012. Réélu en 2014. Réélu en 2016. Réélu en 2018. Retrait.                                     | 2013–2023 |
| Scott L. Fitzgerald             | Républicain | 3 janvier 2021 - Présent        | 117e , 118e | Élu en 2020. Réélu en 2022. | |
| Scott L. Fitzgerald             | Républicain | 3 janvier 2021 - Présent        | 117e , 118e | Élu en 2020. Réélu en 2022. | 2023–Présent |

## Résultats des récentes élections
Voici les résultats des dix précédents cycles électoraux dans le district.

### 2004
| Élection de 2004 du 5e district congressionnel du Wisconsin | Élection de 2004 du 5e district congressionnel du Wisconsin | Élection de 2004 du 5e district congressionnel du Wisconsin | Élection de 2004 du 5e district congressionnel du Wisconsin | Élection de 2004 du 5e district congressionnel du Wisconsin |
| ----------------------------------------------------------- | ----------------------------------------------------------- | ----------------------------------------------------------- | ----------------------------------------------------------- | ----------------------------------------------------------- |
| Parti                                                       | Parti                                                       | Candidat                                                    | Votes                                                       | %                                                           |
|                                                             | Républicain                                                 | Jim Sensenbrenner (sortant)                                 | 271 153                                                     | 66,6                                                        |
|                                                             | Démocrate                                                   | Bryan Kennedy                                               | 129 384                                                     | 31,8                                                        |
|                                                             | Libertarien                                                 | Tim Peterson                                                | 6549                                                        | 1,6                                                         |
|                                                             | Autres                                                      | Autres                                                      | 205                                                         | 0,1                                                         |
| Total des votes                                             | Total des votes                                             | Total des votes                                             | 407 291                                                     | 100 %                                                       |
|                                                             | Les Républicains conservent                                 |                                                             |                                                             |                                                             |

### 2006
| Élection de 2006 du 5e district congressionnel du Wisconsin | Élection de 2006 du 5e district congressionnel du Wisconsin | Élection de 2006 du 5e district congressionnel du Wisconsin | Élection de 2006 du 5e district congressionnel du Wisconsin | Élection de 2006 du 5e district congressionnel du Wisconsin |
| ----------------------------------------------------------- | ----------------------------------------------------------- | ----------------------------------------------------------- | ----------------------------------------------------------- | ----------------------------------------------------------- |
| Parti                                                       | Parti                                                       | Candidat                                                    | Votes                                                       | %                                                           |
|                                                             | Républicain                                                 | Jim Sensenbrenner (sortant)                                 | 194 669                                                     | 61,8                                                        |
|                                                             | Démocrate                                                   | Bryan Kennedy                                               | 112 451                                                     | 35,7                                                        |
|                                                             | Indépendant                                                 | Robert Raymond                                              | 3525                                                        | 1,1                                                         |
|                                                             | Indépendant                                                 | Bob Levis                                                   | 4432                                                        | 1,4                                                         |
|                                                             | Autres                                                      | Autres                                                      | 103                                                         | 0,0                                                         |
| Total des votes                                             | Total des votes                                             | Total des votes                                             | 315 180                                                     | 100 %                                                       |
|                                                             | Les Républicains conservent                                 |                                                             |                                                             |                                                             |

### 2008
| Élection de 2008 du 5e district congressionnel du Wisconsin | Élection de 2008 du 5e district congressionnel du Wisconsin | Élection de 2008 du 5e district congressionnel du Wisconsin | Élection de 2008 du 5e district congressionnel du Wisconsin | Élection de 2008 du 5e district congressionnel du Wisconsin |
| ----------------------------------------------------------- | ----------------------------------------------------------- | ----------------------------------------------------------- | ----------------------------------------------------------- | ----------------------------------------------------------- |
| Parti                                                       | Parti                                                       | Candidat                                                    | Votes                                                       | %                                                           |
|                                                             | Républicain                                                 | Jim Sensenbrenner (sortant)                                 | 275 271                                                     | 79,6                                                        |
|                                                             | Indépendant                                                 | Robert Raymond                                              | 69 715                                                      | 20,2                                                        |
|                                                             | Autres                                                      | Autres                                                      | 913                                                         | 0,3                                                         |
| Total des votes                                             | Total des votes                                             | Total des votes                                             | 345 899                                                     | 100 %                                                       |
|                                                             | Les Républicains conservent                                 |                                                             |                                                             |                                                             |

### 2010
| Élection de 2010 du 5e district congressionnel du Wisconsin | Élection de 2010 du 5e district congressionnel du Wisconsin | Élection de 2010 du 5e district congressionnel du Wisconsin | Élection de 2010 du 5e district congressionnel du Wisconsin | Élection de 2010 du 5e district congressionnel du Wisconsin |
| ----------------------------------------------------------- | ----------------------------------------------------------- | ----------------------------------------------------------- | ----------------------------------------------------------- | ----------------------------------------------------------- |
| Parti                                                       | Parti                                                       | Candidat                                                    | Votes                                                       | %                                                           |
|                                                             | Républicain                                                 | Jim Sensenbrenner (sortant)                                 | 229 642                                                     | 69,3                                                        |
|                                                             | Démocrate                                                   | Todd P. Kolosso                                             | 90 634                                                      | 27,4                                                        |
|                                                             | Indépendant                                                 | Robert Raymond                                              | 10 813                                                      | 3,3                                                         |
|                                                             | Autres                                                      | Autres                                                      | 169                                                         | 0,1                                                         |
| Total des votes                                             | Total des votes                                             | Total des votes                                             | 331 258                                                     | 100 %                                                       |
|                                                             | Les Républicains conservent                                 |                                                             |                                                             |                                                             |

### 2012
| Élection de 2012 du 5e district congressionnel du Wisconsin | Élection de 2012 du 5e district congressionnel du Wisconsin | Élection de 2012 du 5e district congressionnel du Wisconsin | Élection de 2012 du 5e district congressionnel du Wisconsin | Élection de 2012 du 5e district congressionnel du Wisconsin |
| ----------------------------------------------------------- | ----------------------------------------------------------- | ----------------------------------------------------------- | ----------------------------------------------------------- | ----------------------------------------------------------- |
| Parti                                                       | Parti                                                       | Candidat                                                    | Votes                                                       | %                                                           |
|                                                             | Républicain                                                 | Jim Sensenbrenner (sortant)                                 | 250 335                                                     | 67,7                                                        |
|                                                             | Démocrate                                                   | Dave Heaster                                                | 118 478                                                     | 32,1                                                        |
|                                                             | Autres                                                      | Autres                                                      | 851                                                         | 0,2                                                         |
| Total des votes                                             | Total des votes                                             | Total des votes                                             | 369 664                                                     | 100 %                                                       |
|                                                             | Les Républicains conservent                                 |                                                             |                                                             |                                                             |

### 2014
| Élection de 2014 du 5e district congressionnel du Wisconsin | Élection de 2014 du 5e district congressionnel du Wisconsin | Élection de 2014 du 5e district congressionnel du Wisconsin | Élection de 2014 du 5e district congressionnel du Wisconsin | Élection de 2014 du 5e district congressionnel du Wisconsin |
| ----------------------------------------------------------- | ----------------------------------------------------------- | ----------------------------------------------------------- | ----------------------------------------------------------- | ----------------------------------------------------------- |
| Parti                                                       | Parti                                                       | Candidat                                                    | Votes                                                       | %                                                           |
|                                                             | Républicain                                                 | Jim Sensenbrenner (sortant)                                 | 231 160                                                     | 69,5                                                        |
|                                                             | Démocrate                                                   | Chris Rockwood                                              | 101 190                                                     | 30,4                                                        |
|                                                             | Autres                                                      | Autres                                                      | 476                                                         | 0,1                                                         |
| Total des votes                                             | Total des votes                                             | Total des votes                                             | 332 826                                                     | 100 %                                                       |
|                                                             | Les Républicains conservent                                 |                                                             |                                                             |                                                             |

### 2016
| Élection de 2016 du 5e district congressionnel du Wisconsin | Élection de 2016 du 5e district congressionnel du Wisconsin | Élection de 2016 du 5e district congressionnel du Wisconsin | Élection de 2016 du 5e district congressionnel du Wisconsin | Élection de 2016 du 5e district congressionnel du Wisconsin |
| ----------------------------------------------------------- | ----------------------------------------------------------- | ----------------------------------------------------------- | ----------------------------------------------------------- | ----------------------------------------------------------- |
| Parti                                                       | Parti                                                       | Candidat                                                    | Votes                                                       | %                                                           |
|                                                             | Républicain                                                 | Jim Sensenbrenner (sortant)                                 | 260 706                                                     | 66,8                                                        |
|                                                             | Démocrate                                                   | Khary Penebaker                                             | 114 477                                                     | 29,3                                                        |
|                                                             | Libertarien                                                 | John Arndt                                                  | 15 324                                                      | 3,9                                                         |
| Total des votes                                             | Total des votes                                             | Total des votes                                             | 390 507                                                     | 100 %                                                       |
|                                                             | Les Républicains conservent                                 |                                                             |                                                             |                                                             |

### 2018
| Élection de 2018 du 5e district congressionnel du Wisconsin | Élection de 2018 du 5e district congressionnel du Wisconsin | Élection de 2018 du 5e district congressionnel du Wisconsin | Élection de 2018 du 5e district congressionnel du Wisconsin | Élection de 2018 du 5e district congressionnel du Wisconsin |
| ----------------------------------------------------------- | ----------------------------------------------------------- | ----------------------------------------------------------- | ----------------------------------------------------------- | ----------------------------------------------------------- |
| Parti                                                       | Parti                                                       | Candidat                                                    | Votes                                                       | %                                                           |
|                                                             | Républicain                                                 | Jim Sensenbrenner (sortant)                                 | 225 619                                                     | 62,0                                                        |
|                                                             | Démocrate                                                   | Tom Palzewicz                                               | 138 385                                                     | 38,0                                                        |
|                                                             | Autres                                                      | Autres                                                      | 1                                                           | 0,0                                                         |
| Total des votes                                             | Total des votes                                             | Total des votes                                             | 364 005                                                     | 100 %                                                       |
|                                                             | Les Républicains conservent                                 |                                                             |                                                             |                                                             |

### 2020
| Élection de 2020 du 5e district congressionnel du Wisconsin | Élection de 2020 du 5e district congressionnel du Wisconsin | Élection de 2020 du 5e district congressionnel du Wisconsin | Élection de 2020 du 5e district congressionnel du Wisconsin | Élection de 2020 du 5e district congressionnel du Wisconsin |
| ----------------------------------------------------------- | ----------------------------------------------------------- | ----------------------------------------------------------- | ----------------------------------------------------------- | ----------------------------------------------------------- |
| Parti                                                       | Parti                                                       | Candidat                                                    | Votes                                                       | %                                                           |
|                                                             | Républicain                                                 | Scott Fitzgerald                                            | 264 434                                                     | 60,1                                                        |
|                                                             | Démocrate                                                   | Tom Palzewicz                                               | 175 902                                                     | 39,8                                                        |
|                                                             | Autres                                                      | Autres                                                      | 263                                                         | 0,1                                                         |
| Total des votes                                             | Total des votes                                             | Total des votes                                             | 441 599                                                     | 100 %                                                       |
|                                                             | Les Républicains conservent                                 |                                                             |                                                             |                                                             |

### 2022
| Primaire Républicaine de 2022 du 5e district congressionnel du Wisconsin | Primaire Républicaine de 2022 du 5e district congressionnel du Wisconsin | Primaire Républicaine de 2022 du 5e district congressionnel du Wisconsin | Primaire Républicaine de 2022 du 5e district congressionnel du Wisconsin | Primaire Républicaine de 2022 du 5e district congressionnel du Wisconsin |
| ------------------------------------------------------------------------ | ------------------------------------------------------------------------ | ------------------------------------------------------------------------ | ------------------------------------------------------------------------ | ------------------------------------------------------------------------ |
| Parti                                                                    | Parti                                                                    | Candidat                                                                 | Votes                                                                    | %                                                                        |
|                                                                          | Républicain                                                              | Scott Fitzgerald (sortant)                                               | 41 260                                                                   | 100                                                                      |

| Primaire Démocrate de 2022 du 5e district congressionnel du Wisconsin | Primaire Démocrate de 2022 du 5e district congressionnel du Wisconsin | Primaire Démocrate de 2022 du 5e district congressionnel du Wisconsin | Primaire Démocrate de 2022 du 5e district congressionnel du Wisconsin | Primaire Démocrate de 2022 du 5e district congressionnel du Wisconsin |
| --------------------------------------------------------------------- | --------------------------------------------------------------------- | --------------------------------------------------------------------- | --------------------------------------------------------------------- | --------------------------------------------------------------------- |
| Parti                                                                 | Parti                                                                 | Candidat                                                              | Votes                                                                 | %                                                                     |
|                                                                       | Démocrate                                                             | Mike Van Someren                                                      | 37 475                                                                | 100                                                                   |

| Élection de 2022 du 5e district congressionnel du Wisconsin | Élection de 2022 du 5e district congressionnel du Wisconsin | Élection de 2022 du 5e district congressionnel du Wisconsin | Élection de 2022 du 5e district congressionnel du Wisconsin | Élection de 2022 du 5e district congressionnel du Wisconsin |
| ----------------------------------------------------------- | ----------------------------------------------------------- | ----------------------------------------------------------- | ----------------------------------------------------------- | ----------------------------------------------------------- |
| Parti                                                       | Parti                                                       | Candidat                                                    | Votes                                                       | %                                                           |
|                                                             | Républicain                                                 | Scott Fitzgerald (sortant)                                  | 243 741                                                     | 64,4                                                        |
|                                                             | Démocrate                                                   | Mike Van Someren                                            | 134 581                                                     | 35,6                                                        |
|                                                             | Write-In                                                    | Write-In                                                    | 201                                                         | 0,1                                                         |
| Total des votes                                             | Total des votes                                             | Total des votes                                             | 378 523                                                     | 100 %                                                       |
|                                                             | Les Républicains conservent                                 |                                                             |                                                             |                                                             |

### 2024
| Primaire Républicaine de 2024 du 5e district congressionnel du Wisconsin | Primaire Républicaine de 2024 du 5e district congressionnel du Wisconsin | Primaire Républicaine de 2024 du 5e district congressionnel du Wisconsin | Primaire Républicaine de 2024 du 5e district congressionnel du Wisconsin | Primaire Républicaine de 2024 du 5e district congressionnel du Wisconsin |
| ------------------------------------------------------------------------ | ------------------------------------------------------------------------ | ------------------------------------------------------------------------ | ------------------------------------------------------------------------ | ------------------------------------------------------------------------ |
| Parti                                                                    | Parti                                                                    | Candidat                                                                 | Votes                                                                    | %                                                                        |
|                                                                          | Républicain                                                              | Scott Fitzgerald (sortant)                                               | 100 916                                                                  | 100%                                                                     |

| Primaire Démocrate de 2024 du 5e district congressionnel du Wisconsin | Primaire Démocrate de 2024 du 5e district congressionnel du Wisconsin | Primaire Démocrate de 2024 du 5e district congressionnel du Wisconsin | Primaire Démocrate de 2024 du 5e district congressionnel du Wisconsin | Primaire Démocrate de 2024 du 5e district congressionnel du Wisconsin |
| --------------------------------------------------------------------- | --------------------------------------------------------------------- | --------------------------------------------------------------------- | --------------------------------------------------------------------- | --------------------------------------------------------------------- |
| Parti                                                                 | Parti                                                                 | Candidat                                                              | Votes                                                                 | %                                                                     |
|                                                                       | Démocrate                                                             | Ben Steinhoff                                                         | 57 039                                                                | 100%                                                                  |

| Élection de 2024 du 5e district congressionnel du Wisconsin | Élection de 2024 du 5e district congressionnel du Wisconsin | Élection de 2024 du 5e district congressionnel du Wisconsin | Élection de 2024 du 5e district congressionnel du Wisconsin | Élection de 2024 du 5e district congressionnel du Wisconsin |
| ----------------------------------------------------------- | ----------------------------------------------------------- | ----------------------------------------------------------- | ----------------------------------------------------------- | ----------------------------------------------------------- |
| Parti                                                       | Parti                                                       | Candidat                                                    | Votes                                                       | %                                                           |
|                                                             | Républicain                                                 | Scott Fitzgerald (sortant)                                  | TBD                                                         | TBD                                                         |
|                                                             | Démocrate                                                   | Ben Steinhoff                                               | TBD                                                         | TBD                                                         |
| Total des votes                                             | Total des votes                                             | Total des votes                                             | TBD                                                         | 100 %                                                       |
|                                                             |                                                             |                                                             |                                                             |                                                             |